# Калібан (супутник)

Ретроградні нерегулярні супутники планети Уран

Калібан (англ. Caliban) — другий за розмірами нерегулярний супутник планети Урана. Обертається у зворотному напрямку.
Калібан 6 вересня 1997 року відкрили Бретт Гледмен, Філіп Ніколсон, Джозеф Бернс та Джон Кавеларс за допомогою 200-дюймового телескопа Паломарської обсерваторії разом із Сікораксою. Після відкриття супутник отримав тимчасове позначення S/1997 U 1 і Уран XVI. Згодом супутник було названо на честь персонажа п'єси Вільяма Шекспіра «Буря».
Якщо геометричне альбедо супутника прийняти рівним 0,04, його діаметр становитиме близько 72 кілометрів, і в такому разі це другий за величиною нерегулярний супутник Урана після Сікоракси. Елементи орбіти мають схожі риси з елементами орбіти Стефано. Припускають їх спільне походження.
Період обернення довкола власної осі — 2,7 години — отримано з кривої блиску супутника. Калібан має злегка червонуватий колір (B-V = 0,83 ± 0,06m; V-R = 0,52 ± 0,06m; за даними іншого дослідження — B-V = 0,84 ± 0,03m; V-R = 0,57 ± 0,03m). Він червоніший за Сікораксу, але менш червоний, ніж більша частина об'єктів Пояса Койпера.